# Gymnoris pyrgita
El gorrión moteado (Gymnoris pyrgita) es una especie de ave paseriforme de la familia Passeridae.
Es común en todo el Sahel y el cuerno de África. Sus hábitats naturales son las sabanas secas y los herbazales tropicales y tierras semiáridas tropicales.